# 1879 au théâtre
| Années du théâtre : 1876 - 1877 - 1878 - 1879 - 1880 - 1881 - 1882    |
| Décennies du théâtre : 1840 - 1850 - 1860 - 1870 - 1880 - 1890 - 1900 |

## Événements
- L'acteur français Denis-Stanislas Montalant, dit Talbot, sociétaire de la Comédie-Française, prend sa retraite de la scène[1].

## Pièces de théâtre représentées
- 18 janvier : Ion Luca Caragiale, O noapte furtunoasă ([Une nuit orageuse], comédie, Théâtre national de Bucarest[2].
- 5 février : Le Mari de la débutante d'Henri Meilhac et Ludovic Halévy, Paris, Théâtre du Palais-Royal.
- 15 mars : succès de la pièce d'Ivan Tourgueniev Un mois à la campagne à Saint-Pétersbourg[3].
- 21 décembre :
  - Bernard Palissy, drame versifié en 1 acte d'Eugène Brieux et Gaston Salandri, Prais, théâtre de Cluny.
  - Une maison de poupée d'Henrik Ibsen, Copenhague, Théâtre royal danois à Copenhague ; la pièce sort en librairie le 4 décembre.

## Naissances
- 13 février : Nicolas Evreïnoff, dramaturge, écrivain, metteur en scène et historien du théâtre russe, mort le 7 septembre 1953.
- 28 février : Étienne Rey, écrivain, dramaturge et critique littéraire français, mort le 14 février 1965.
- 3 mars : Hakuchō Masamune, critique littéraire, dramaturge et romancier japonais, mort le 28 octobre 1962.
- 20 mars : Huseynqulu Sarabsky, chanteur d'opéra, compositeur, dramaturge, acteur de théâtre et metteur en scène azerbaïdjanais, mort le 16 février 1945.
- 5 mai : Max Marcin, dramaturge et cinéaste américain d'origine polonaise, mort le 30 mars 1948.
- 11 décembre : Robert Trébor, dramaturge et directeur de théâtre français, mort le 25 février 1942.

## Décès
- 4 janvier : Marc Fournier, dramaturge, acteur et directeur de théâtre français d'origine suisse, né le 23 novembre 1815.
- 21 mars : Léonie d'Aunet, romancière, exploratrice et dramaturge française, née le 2 juillet 1820.
- 24 juillet : Jean-Louis-Auguste Commerson, écrivain, journaliste et dramaturge français, né le 23 mars 1803.
- 8 septembre : Hippolyte Hostein, auteur dramatique, metteur en scène et directeur de théâtre français, né le 14 octobre 1814.
- 15 novembre : Friedrich Wilhelm Riese, dramaturge et librettiste prussien, né vers 1805.
- 30 décembre : Adelardo López de Ayala, dramaturge et homme politique espagnol, né le 1er mai 1828.